# Filippinerna i olympiska sommarspelen 1972
Filippinerna deltog med 53 deltagare vid de olympiska sommarspelen 1972 i München. Ingen av landets deltagare erövrade någon medalj.